# Szánalmas.hu
A szanalmas.hu egy 2002 őszén indult weboldal, az Econet és a Medián auditja szerint 2005-ben Magyarország legnagyobb közösségi blogja. Az Econet megbízásából készült kérdőíves felmérés alapján a weboldal olvasóinak többsége 18-35 év közötti, a teljes népesség átlagához képest jobb jövedelmi helyzetben lévő  férfi. Az oldal 50 különböző kategóriában kínál olvasni- és nézegetnivalókat.
A szanalmas.hu 2005-ben elnyerte a Goldenblog közönségdíját. 2016 augusztusában az alapító adminisztrátor, Bateman „örökre befejeztem, na szevasztok voltmár()” üzenettel bezárta az oldalt.

## Működése
Az oldal erőteljesen belterjes volt. A hozzászólások nagy része kimerült a bennfentes poénkodásban, a látogatók és szerkesztők által humorosnak gondolt szavakban, mint például a lárva, vagy a Pif képregényekből vett francia biziclop hangutánzó szó ismételgetésében.
Az oldalra a regisztrált szerkesztők (akiket egymás között csak „lárváknak” hívtak) küldték be az internet és a világ különböző pontján fellelt, általuk valamilyen szempontból „érdekesnek” talált weboldal-linkeket, képeket, vagy akár saját fényképeiket. Kezdetben az oldal (nevéhez hűen) csak a valóban „szánalmas” embereknek, weboldalaknak kívánt emléket állítani, de később már repertoárjában a könnyű- és extrém erotikától kezdve korunk társadalmi valóságának sokkoló képein át szinte minden megtalálható volt. A beküldött „híreket” az oldal üzemeltetői előzetes ellenőrzésnek vetették alá, és csak a megfelelő minőségűnek talált anyagokat tárták az olvasóközösség elé. Más blogokhoz hasonlóan a beküldött anyagokhoz a szerkesztők különféle kommentárokat fűzhettek, elmondhatták, mit találtak érdekesnek az adott hírben, de sokszor egy ilyen hír csak kiindulási alapul szolgált egy kötetlen beszélgetés számára. A weboldalnak sajátosan egyéni, meglehetősen belterjes nyelvezete és szokásai alakultak ki, rendszeresen szerveztek találkozókat, a „kommuna-tagoknak” szóló vetélkedőket (például fotópályázatokat) is.
Lehetőség volt ban kiosztására, amikor valamilyen problémák miatt egy felhasználót hosszabb-rövidebb időre – vagy akár végleg is – kizártak a kommentelésből. Ezenfelül bizonyos esetekben a hozzászólásokat megehette a Guláta, aki nem más volt, mint a szanalmas.hu virtuális kondamestere. Mivel az oldalon teljes körű szólásszabadság volt, de az alapvető etiketteknek nem megfelelő – sértő, bántó, obszcén stb. – tartalmú kommenteket eltüntették a látogatók elől, amiket természetesen az erősebb idegzetű olvasók láthatóvá tehettek a posztok alatti kapcsolóval.
Az oldalon év végén a megszokott tartalom helyett csak egy fehér lap és a "Kapcsold ki!" üzenet volt található, ezzel tolmácsolva azt az üzenetet, hogy a karácsonyt és az újévet töltse az ember a szeretteivel és a barátaival, egyen-igyon és bulizzon, ne a számítógép előtt üljön.